# هنري إيفري
هنري ايفري (بالإنجليزية: Henry Every)‏ (عُمد بتاريخ 23 أغسطس 1659 -1699) هو قرصان بحري إنجليزي برز نجمه في بدايات عقد عام 1690 وكان مركز نشاطه في المحيط الأطلسي والمحيط الهندي. ومن المرجح أن خلال فترة نشاطه استخدم أكثر من اسم مستعار مثل بنجامين بريجمن. بالإضافة إلى ذلك فإنه كان يعرف بين أتباعه باسم بلونغ بن (بن الطويل). كان ايفري يدعى بملك القراصنة بحسب معاصريه لأنه كان من أعتى القراصنة في ذلك العصر، وحقق تلك الشهرة بسبب عمليات القرصنة الناجحة التي غنم منها الكثير من الأموال والغنائم والتي خرج منها سالماً دون أن يُقتل أو حتى أن يقبض عليه. على الرغم من أن مسيرة ايفري في القرصنة استمرت لمدة عامين فقط، لكن نمطه وأسلوبه في القرصنة ألهم الكثيرين للمسير حذو طريقته في أعمال السلب والنهب، وكذلك فإن سيرته ألهمت الأدباء ونُسجت حوله الكثير من القصص.
بدأ ايفري مسيرته في القرصنة عندما كان ضابطاً في السفينة الحربية شارلز الثاني. عندما حطت السفينة مراسيها في ميناء لا كورينا في اسبانيا، حينها لم تعطي اسبانيا تصريح رد اعتداء للسفينة ولم يتمكن مالك السفينة من دفع أجور البحارة مما أثار حنقهم وسخطهم، بسبب تلك الحالة أعلن البحارة تمردهم وقاموا بانتخاب ايفري قبطاناً عليهم وغيروا اسم السفينة من شارلز الثاني إلى فانسي.
كانت أشهر أعمال السلب التي قام بها ايفري عندما قام بمهاجمة قافلة حجاج مكونة من 25 سفينة تعود تبعيتها إلى سلطنة مغول الهند، منها أحد أهم السفن وتدعى كنج سواهي والتي تعني الكنز الذي لا حد له ومرافق السفينة فاتح محمد.
استطاع أسطول ايفري المكون من عدة سفن انضم أصحابها تِباعاً له من الحصول على غنيمة تقدر ب 600،000 جنيه استرليني من المعادن والمجوهرات والتي تقدر الآن بحوالي 91.9 مليون جنيه استرليني. أدت تلك الحادثة إلى تدهور شديد في العلاقات بين المغول والإنجليز، وعرضت شركة الهند الشرقية وقنصلية إنجلترا مبلغ 1000 جنيه استرليني لمن يقبض عليه مما يُعتبر أول عملية صيد جوائز عالمية في التاريخ المسجل.
لكن على الرغم من أن بعض بحارة ايفري تم القبض عليهم، لكن ايفري لم يُقبض عليه، واستطاع الهروب والاختفاء من كل السجلات عام 1696، ولم يعُرف له عمل بعدها، بعض الوثائق الغير مؤكدة تقول بأنه غير اسمه بعد تقاعده عاش بهدوء لبقية حياته إما في بريطانيا أو إحدى الجزر الاستوائية الغير معروفة، وحتى أن بعض الوثائق تقول بأن ايفري قد بدد أمواله. لكن من المرجح بأن ايفري قد مات بين الفترة الزمنية 1699 و1714 ، ولم يعثر على كنزه أبدأً.